# Diecezja Patos
Diecezja Patos (łac. Dioecesis Patosensis) – diecezja Kościoła rzymskokatolickiego w Brazylii. Należy do metropolii Paraíba wchodzi w skład regionu kościelnego Nordeste II. Została erygowana przez papieża Jana XXIII bullą Quandoquidem Deus w dniu 17 stycznia 1959.